# 1956 au cinéma
| Années du cinéma : 1953 - 1954 - 1955 - 1956 - 1957 - 1958 - 1959    |
| Décennies du cinéma : 1920 - 1930 - 1940 - 1950 - 1960 - 1970 - 1980 |

Cet article présente les faits marquants de l'année 1956 au cinéma.

## Événements
- 8 février, Jacques-Yves Cousteau présente son moyen métrage documentaire Le Monde du silence réalisé en collaboration avec Louis Malle.
- 19 avril à Monaco, l'actrice américaine Grace Patricia Kelly devient princesse de Monaco.
- 14 mai : Marilyn Monroe fait la couverture du magazine « Times ».
- 29 juin : Après s'être séparée de James Dougherty, puis de Joe Di Maggio, Marilyn Monroe épouse l’écrivain Arthur Miller (mariage civil).
- 5 juillet : Mariage de Marilyn Monroe et d'Arthur Miller à White Plains dans l'État de New York aux États-Unis (cérémonie juive traditionnelle).
- 24 juillet : Séparation du duo de comédie Dean Martin et Jerry Lewis.
- 22 août : Elvis Presley commence le tournage de son premier film, Le Cavalier du crépuscule.
- 28 novembre : Roger Vadim commence son film Et Dieu… créa la femme (avec Brigitte Bardot)

- Sorties en France de :
  - La Fureur de vivre, de Nicholas Ray, avec James Dean
  - L’homme qui en savait trop, d'Alfred Hitchcock
  - Guerre et Paix, de King Vidor, en décembre

## Principaux films de l'année
- Arrêt d'autobus (Bus stop) de Joshua Logan.
- Assassins et Voleurs comédie dramatique de Sacha Guitry avec Jean Poiret, Michel Serrault et Magali Noël Clément Duhour.
- Baby Doll drame de Elia Kazan avec Karl Malden, Carroll Baker et Eli Wallach.
- Des gens sans importance, réalisé par Henri Verneuil, d’après le roman de Serge Groussard, avec Jean Gabin et Françoise Arnoul, sorti le 15 février à Paris.
- Elena et les Hommes réalisé par Jean Renoir avec Ingrid Bergman et Jean Marais, sort le 12 septembre à Paris.
- Et Dieu… créa la femme de Roger Vadim avec Brigitte Bardot, Curd Jurgens, Jean-Louis Trintignant (sortie 27 novembre).
- Funny Face réalisé par Stanley Donen avec Audrey Hepburn et Fred Astaire.
- Géant de George Stevens avec Elizabeth Taylor, Rock Hudson et James Dean.
- Goubbiah, mon amour de Robert Darène avec Jean Marais
- Guerre et Paix réalisé par King Vidor avec Audrey Hepburn et Mel Ferrer.
- I'll Cry Tomorrow réalisé par Daniel Mann.
- Invitation à la danse réalisé par Gene Kelly.
- La Cinquième Victime (While the City Sleeps) de Fritz Lang avec Dana Andrews et George Sanders.
- La Dernière chasse (The Last hunt) de Richard Brooks avec Robert Taylor, Stewart Granger et Debra Paget.
- La Prisonnière du désert de John Ford avec John Wayne (sortie 30 mai aux États-Unis).
- La Traversée de Paris de Claude Autant-Lara d'après Marcel Aymé avec Jean Gabin, Bourvil, Louis de Funès (sortie 26 octobre).
- Le Chanteur de Mexico réalisé par Richard Pottier avec Luis Mariano et Bourvil.
- La vie est belle, film français réalisé par Roger Pierre
- La Vie passionnée de Vincent van Gogh réalisé par Vincente Minnelli avec Kirk Douglas
- Le Mystère Picasso, documentaire de Henri-Georges Clouzot.
- Les Dix Commandements, péplum américain de Cecil B. DeMille avec Charlton Heston, Yul Brynner, Anne Baxter, Edward G. Robinson, Yvonne De Carlo, Debra Paget, John Derek.
- Le Sacrifice du nouvel an (Zhu Fu) drame de Hu Sang (Chine) avec Yang Bai, Heling Wei et Jingbo Li.
- Le Temps de la colère (Between Heaven and Hell) de Richard Fleischer avec Robert Wagner et Terry Moore.
- L'Or et l'Amour (Great Day in the Morning) western de Jacques Tourneur avec Virginia Mayo, Robert Stack et Ruth Roman.
- Marie-Antoinette reine de France de Jean Delannoy.
- Nightfall film policier de Jacques Tourneur avec Aldo Ray, Brian Keith et Anne Bancroft.
- Moby Dick : film d'aventures britannique de John Huston avec Gregory Peck, Richard Basehart, Orson Welles, Leo Genn, Frederick Ledebur.
- Notre-Dame de Paris de Jean Delannoy avec Gina Lollobrigida, Anthony Quinn (sortie 20 décembre).
- Pather Panchali réalisé par Satyajit Ray.
- Plus dure sera la chute (The Harder They Fall) de Mark Robson avec Humphrey Bogart et Rod Steiger.
- Rodan (Sora No Daikaiaju Radon) film fantastique de Ishirō Honda (Japon) avec Kenji Sahara, Yumi Shirakawa, Akihiko Hirata.
- Sissi impératrice (Sissi die junge Kaiserin) : drame autrichien d'Ernst Marischka avec Romy Schneider, Magda Schneider, Karlheinz Böhm, Gustav Knuth.
- Sourires d'une nuit d'été (Sommarnattens leende) réalisé par Ingmar Bergman.
- Toute la ville accuse de Claude Boissol avec Jean Marais, Noël Roquevert
- Trapèze : drame américain de Carol Reed avec Burt Lancaster, Gina Lollobrigida, Tony Curtis, Katy Jurado.
- Un condamné à mort s'est échappé de Robert Bresson (sortie 11 novembre).

## Festivals

### 9 mai:Cannes
- La Palme d'or est décernée au film documentaire de Louis Malle et Jacques-Yves Cousteau : Le Monde du silence.
- Prix spécial du Jury : Le Mystère Picasso d'Henri-Georges Clouzot.

### Autres festivals
- x

## Récompenses

### Oscars
Décernés le 27 mars 1957 :
- Le Tour du monde en quatre-vingts jours réalisé par Michael Anderson remporte l'Oscar du meilleur film.
- La Strada de Fellini, meilleur film étranger.
- Ingrid Bergman, meilleure actrice dans Anastasia d’Anatole Litvak.

### Autres récompenses
- 30 janvier : Nuit et brouillard, film d’Alain Resnais, reçoit le Prix Jean-Vigo.

## Box-office
- France[1] :

1. Michel Strogoff de Carmine Gallone
2. Guerre et Paix de King Vidor
3. Notre-Dame de Paris de Jean Delannoy
4. La traversée de Paris de Claude Autant-Lara
5. Le Chanteur de Mexico de Richard Pottier

- États-Unis :

1. Les Dix Commandements, de Cecil B. DeMille
2. Le Tour du monde en quatre-vingts jours de  Michael Anderson
3. Géant de George Stevens
4. Guerre et Paix de King Vidor
5. Le Roi et moi de Walter Lang

## Principales naissances
- 3 janvier : Mel Gibson
- 9 janvier : Imelda Staunton
- 21 janvier : Geena Davis
- 27 janvier : Mimi Rogers
- 26 février : Kevin Dunn
- 5 mars : Adriana Barraza
- 7 mars : Bryan Cranston
- 12 mars : Lesley Manville
- 12 avril : Andy Garcia
- 30 avril : Lars von Trier
- 20 mai : Marc Alfos († 3 août 2012).
- 28 mai : Patrick Béthune († 9 novembre 2017).
- 2 juin : Mani Ratnam
- 30 juin : David Alan Grier
- 4 juillet : John R. Leonetti
- 9 juillet : 
  - Tom Hanks
  - Bernie Bonvoisin
- 11 juillet : Robin Renucci
- 17 juillet : Wong Kar-wai
- 10 août : Michel Vigné
- 20 août : Joan Allen
- 23 septembre : Lilli Carati († 21 octobre 2014)
- 26 septembre : Linda Hamilton
- 30 septembre : Jean-Pierre Lazzerini († 3 septembre 2012).
- 4 octobre : Christoph Waltz
- 20 octobre : Danny Boyle
- 21 octobre : Carrie Fisher († 27 décembre 2016).
- 2 décembre : Steven Bauer
- 5 décembre : Barry Heins
- 22 décembre : Philippe Harel

## Principaux décès
- 23 janvier : Sir Alexander Korda, cinéaste britannique d'origine hongroise (° 16 septembre 1893)
- 6 février : Henri Chrétien, inventeur français du dispositif optique de l'Hypergonar sur lequel est basé le CinemaScope (° 1879)
- 26 avril : Edward Arnold, acteur américain
- 16 août : Bela Lugosi, acteur américain d'origine hongroise dont le rôle le plus connu fut celui de Dracula. (° 20 octobre 1882)
- 2 octobre : George Bancroft, acteur américain
- 25 novembre, Moscou : Alexandre Dovjenko, réalisateur russe